# Joncourt
Joncourt település Franciaországban, Aisne megyében. Lakosainak száma 326 fő (2022. január 1.). Joncourt Beaurevoir, Estrées, Levergies, Magny-la-Fosse, Nauroy és Ramicourt községekkel határos.

## Népesség
A település népességének változása:
| Lakosok száma | 278  | 259  | 302  | 326  | 314  | 306  | 299  | 311  | 317  | 326  |
|               | 1968 | 1982 | 1990 | 2006 | 2013 | 2015 | 2017 | 2019 | 2020 | 2022 |